# Tomlinella
Tomlinella is een geslacht van weekdieren uit de klasse van de Gastropoda (slakken).

## Soorten
- Tomlinella insignis (Adams & Reeve, 1850)
- Tomlinella lamellata (Kuroda, 1960)
- Tomlinella miranda Viader, 1938